# José Joaquín Moreno Verdú
José Joaquín Moreno Verdú, més conegut com a Josico, és un entrenador castellanomanxec nascut a Isso, pedania d'Hellín (Albacete), el 6 de gener de 1975. Solia jugar de migcampista defensiu, encara que en alguna ocasió arribà a jugar en el centre de la defensa.

## Trajectòria com a jugador
Josico es formà en les categories inferiors de l'Albacete Balompié, equip amb el qual debutà en Primera el 1995 de la mà del que fóra entrenador de l'equip llavors, Benito Floro. En el conjunt manxec està tres temporades, després les que fou traspassat a l'Unión Deportiva Las Palmas, entitat en la qual milità quatre anys, després firmà pel Vila-real CF. El migcampista manxec destaca per la seva capacitat de sacrifici en la línia de mitjos, lo que li permeteix recuperar moltes pilotes durant un partit. Josico ha tingut una presència contínua en l'onze inicial del Vila-real, independentment de l'entrenador que ha estat al front de l'equip, fins a arribar a portar el braçalet de capità en nombroses ocasions.
L'estiu de 2008, Manuel Pellegrini li va dir que no comptava amb ell i el 30 d'agost del mateix any fitxà pel Fenerbahçe SK de Turquia de Luis Aragonés.
Amb la selecció espanyola mai ha estat internacional absolut, però sí a la categoria sub-21, en la qual conquistà el títol europeu i de la que fou capità.
El dia 4 de juny de 2011 Josico va jugar el seu últim partit amb la U.D Las Palmas i de la seua carrera esportiva, en el derbi canari, en el qual vencé l'equip groc per 1 a 0 al Club Deportivo Tenerife, ja descengut a 2ªB, tot fallant un penalti el propi jugador mantxec.

## Trajectòria com a entrenador
Després de la seua retirada s'incorpora al cos tècnic de la Unión Deportiva Las Palmas. Les dues primeres temporades es dedica a realitzar informes dels rivals del primer equip. La temporada 2013/2014 passa a entrenar el juvenil "C" del club, fins que el 26 de maig de 2014 és nomenat nou entrenador del primer equip de la UD Las Palmas, després del cessament de Sergio Lobera. Dirigí el conjunt groguet en dos partits, amb una derrota i una victòria, que significaren acabar en 6a posició i accedir a la promoció d'ascens. Allí va arribar a la final, però es va escapar l'ascens en l'últim sospir.
La temporada 2014/2015 es feu càrrec de l'equip filial de la UD Las Palmas, que actua per segon any consecutiu en Segona B. Fou destituït en març de 2015. En novembre de 2015, firma amb el Fútbol Club Jumilla del Grup 4 de Segona Divisió B substituint Jordi Fabregat. Després de 14 partits és apartat de la banqueta.
En març de 2017 es fa càrrec de l'Atlètic Balears també en Segona B. Abandonà el club al final de la temporada, i quedà lliure fins a novembre, quan s'incorpora a l'Elx CF, substituint al cessat Vicent Mir.

## Selecció espanyola
Amb la selecció espanyola mai ha estat internacional absolut, però sí a la categoria sub-21, en la qual conquistà el títol europeu el 1998 i de la qual fou capità.

## Clubs
| Club              | País    | Any       |
| ----------------- | ------- | --------- |
| Albacete Balompié | Espanya | 1995-1998 |
| UD Las Palmas     | Espanya | 1998-2002 |
| Vila-real CF      | Espanya | 2002-2008 |
| Fenerbahçe SK     | Turquia | 2008-2009 |
| UD Las Palmas     | Espanya | 2009-2011 |

## Títols
- 2 Copes Intertoto: 2003 i 2004.
- 1 Campionat d'Europa UEFA sub-21: 1998.
- Semifinalista de la Lliga de Campions: 2006.
- Semifinalista de la Copa de la UEFA: 2004
- Subcampionat de Lliga: 2008